# Bihkubadh
Bihkubadh fou el nom de tres districtes de l'Iraq en època abbàssida, totes a la branca occidental de l'Eufrates (moderna branca d'al-Hilla). El nom vol dir 'Bones terres de Cobades' o 'Bondat de Cobades' i es referix al rei sassànida Cobades I (488-497).
Els tres districtes (Bihkubadh Superior, Bihkubadh Mitjà i Baix Bihkubadh) eren al sud a tocar del districte de Kufa i de la Batiha i juntes s'anomenaven Bihkubadhat. Al districte del Bihkubadh Superior, dividit en sis dubdistrictes (tassudj), hi havia les runes de Babilònia entre d'altres. El districte de Bihkubadh Mitjà estava dividit en 4 subdistrictes i el Baix Bihkubadh en 5 subdistrictes.